# Margaret Leng Tan
Margaret Tan Hee Leng (Singapur, 1945) es una pianista singapurense e intérprete profesional de piano de juguete. Ha interpretado en las principales ciudades de todo el mundo con sus pianos de juguete de 51 cm de altura. También es conocida por ser una intérprete de música clásica que usa instrumentos no convencionales como tambores de juguete, platos de salsa de soja y latas de comida para gatos.

## Biografía
Margaret Leng Tan nació en Singapur, el 12 de diciembre de 1945, hija del expresidente del periódico Straits Times, Tan Chye Cheng. Comenzó a tomar clases de música a los seis años. En 1961, la joven Tan ganó el primer lugar en el concurso anual de piano de Singapur y Malasia, y obtuvo una beca para estudiar en The Juilliard School a los 16 años al año siguiente. En 1971 se convirtió en la primera mujer en obtener un Doctorado en Artes Musicales en Juilliard, y se convirtió en la diva del piano preparado, insertando tuercas y tornillos en el instrumento y tocándolo de adentro hacia afuera.
En 1981, Tan conoció a John Cage, y desde entonces colaboraron juntos durante los últimos 11 años de su vida. En 1984 fue galardonada con una subvención de la National Endowment for the Arts. Entre 1990 y 1991 dio conciertos retrospectivos de la música de Cage en colaboración con el artista Jasper Johns. Desde entonces, ha sido aclamada como "la principal exponente de la música de Cage hoy" (The New Republic  y "la intérprete más convincente de la música de teclado de John Cage" (The New York Times). Interpretó la música de Cage en Norteamérica, Europa y Asia, y en las películas de "American Masters" de PBS sobre John Cage y Jasper Johns. A Tan también se le relaciona con Cage por su gusto en la interpretación del piano de juguete. Hizo su debut con el instrumento en 1993 en el Lincoln Center de Nueva York, tocando la Suite para piano de juguete que Cage compuso en 1948. Desde que encontró su primer piano de juguete, continuó adquiriendo muchos otros, incluido un piano de cola Schoenhut de 37 teclas. Ella continúa, en sus propias palabras, "permanecer intrigada de todo corazón por los matices mágicos del piano de juguete, su encanto hipnótico, y no menos importante, su conmovedor fuera de tono".
Fue en 1993, en una tienda de segunda mano en el East Village de Nueva York, cuando Tan compró su primer piano de juguete que costaba apenas 45 dólares. El pequeño juguete de dos octavas de 45 cm de altura se convirtió así en su instrumento para interpretar la Suite for Toy Piano de 1948, y su primer amor por los pianos de juguete. Grabó su innovador álbum, The Art of the Toy Piano, con Point / Polygram en 1997. En 2002, la pianista tocó en Berlín el 9 de marzo y en Nueva York, para un doble homenaje de John Cage y el compositor Morton Feldman el 13 de abril. En ese mismo año, Tan hizo historia como la primera música nacida en Singapur que tocó en el Auditorio Isaac Stern del Carnegie Hall el 14 de abril de 2002, donde interpretó el Concierto para piano preparado y orquesta de cámara de Cage con la American Composers Orchestra.
Tan también apareció en el documental de Singapur Singapore GaGa del cineasta singapurense Tan Pin Pin, interpretando 4'33" de Cage en su piano de juguete. Con sus pianos de juguete tiene una buena cantidad de historias curiosas sobre sus viajes con ellos. En 2001, cuando fue invitada a tocar en una abadía en Provenza, Francia, el personal técnico le aconsejó que guardara su piano de juguete para evitar que los excrementos de murciélago cayeran sobre su precioso piano. Al final su piano fue colocado debajo del piano de cola; esta disposición de un pequeño piano debajo de uno grande le recordó a las muñecas matrioska. En otra ocasión, recordó llevar su piano a bordo del avión y lo ató a un asiento a su lado.
El documental de 2004 de Evans Chan, Sorceress of the New Piano: The Artistry of Margaret Leng Tan, ha sido invitado en numerosos festivales internacionales de cine, como el de Vancouver, Melbourne y SILVERDOCS de AFI / Discovery Channel, donde fue nominado a Mejor Documental de Música, el cual fue distribuido por Mode Records en formato de DVD.
Tan es la intérprete de "Inside the Piano" en la serie de videos Treasures of The New York Public Library.
Ciudadana de Singapur, Tan reside en Brooklyn, Nueva York, y ha coleccionado 18 pianos de juguete.

## Discografía
- Somei Satoh: Litania. New Albion (1988)
- Sonic Encounters - The New Piano. Mode Records (1988)
- Cage: The Perilous Night, Four Walls. New Albion (1990)
- Cage: Daughters of the Lonesome Isle. New Albion (1994)
- Milos Raickovich New Classicism. Mode Records (1995)
- The Art of the Toy Piano. Point Music/Universal (1997)
- Cage: The Seasons. ECM New Series (2000)
- Cage The Works for Piano 4. Mode Records (2002)
- George Crumb: Makrokosmos I and II. Mode Records (2004
- Ge Gan-ru: Chinese Rhapsody. BIS (2005)
- Cage The Works for Piano 7. Mode Records (2006)
- Ge Gan-ru: Lost Style. New Albion (2007)
- She Herself Alone, The Art of the Toy Piano 2. Mode Records (2010)